# Pavona lata
Pavona lata är en korallart som beskrevs av James Dwight Dana 1846. Pavona lata ingår i släktet Pavona och familjen Agariciidae. Inga underarter finns listade i Catalogue of Life.